# Massimo Ceccaroni
Massimo Ceccaroni (Basileia, 15 de agosto de 1968) é um ex-futebolista e treinador de futebol suíço que atuava como volante.

## Carreira
Em 15 anos de carreira profissional, Ceccaroni defendeu apenas um clube: o Basel, depois de jogar por 10 anos na base da equipe.
Promovido ao elenco principal em 1987, o volante disputou 398 jogos pelos RotBlau, sendo o atleta que mais disputou partidas com a camisa do Basel, porém não marcou nenhum gol pelo clube. Ele também nunca foi lembrado para defender a Seleção Suíça em competições oficiais, seja em eliminatórias de Copa do Mundo FIFA ou Eurocopa. Em seu ano de despedida, conquistou o Campeonato Suíço da primeira divisão, que foi o primeiro do Basel desde 1982. Em homenagem a Ceccaroni, o clube aposentou a camisa 2.

## Carreira de treinador
Entre 2004 e 2005, Ceccaroni foi auxiliar-técnico do SC Dornach, da quarta divisão suíça, e também foi jogador e técnico do BSC Old Boys durante 3 temporadas.
Como treinador em tempo integral, permaneceu nos Aurinegros por mais 5 anos, voltando ao Basel em 2012 para ser o coordenador de formação da equipe. Exerceu ainda os cargos de auxiliar-técnico e treinador das equipes Sub-18 e Sub-21, além de ter sido o técnico interino deste último.

## Títulos
Basel
- Swiss Super League – 2001–02
- Copa da Suíça – 2001–02